# メディアボーイ
株式会社メディアボーイ（かぶしきがいしゃメディアボーイ）は、東京都港区に本社を置く日本の出版社である。
従来の出版事業の他に、韓国エンタメのイベント主催（2022年・AAA日本開催）や、K-POP写真集の輸入販売（THE FACT BTS写真集）を手掛ける。

## 主な刊行物

### 雑誌
- へら専科（毎月4日発売。三和出版から移管）
  - SALT&STREAM（2015年12月21日より復刊）
  - 磯・投げ情報
- TVfan（毎月24日発売。共同通信社から移管[1]。全国版と関西版がある）
  - TVfanCROSS
  - 競馬の天才!（2018年10月12日より「競馬最強の法則」の創刊編集長・岩神光一が、そのスタッフと共に完全移籍し、創刊[2]）

### ムック
- THE STAR（ザ・スター日本版）
- Stagefan
- Sparkle
- もっと知りたい!韓国TVドラマ
- LOADED（発行：株式会社M-3）
- Silver（発行：THOUSAND[3]）

### 休刊
- TVfan 九州版（2023年11月24日の発売号を以って休刊）
- デジパチ7（- 1998年）→DXパチスロ（1998年 - 2010年[4]）
- 本当に稼げるパチスロマル確攻略
- 声優PARADISE（秋田書店に移管[5]）
- 実話時代
- LOVEggg（発行：ダナリーデラックス株式会社）